# Hutor
Hutar, Hutir ili Hutor (bjeloruski: хутар, kazaški: қыстақ, ruski: хутор, ukrajinski: хутір) tip je ruralnoga naseljenoga mjesta koji obično čini jedno ili manji broj seoskih domaćinstava, karakterističan uglavnom za područje Istočne Europe. Stanovnik hutora naziva se hutorjanin (ruski: хуторянин). Hutoru je srodna hata. 
Povijesno gledano hutori su bili najrasprostranjeniji u ruralnim područjima suvremene Ukrajine, a tijekom 18. stoljeća pojavili su se i na području Dona i Kubanja (današnja jugozapadna Rusija) gdje su ih osnivali Kozački doseljenici. U zavisnosti od podneblja svaki hutor se sastojao od jedne ili nekoliko izbi (seoskih drvenih kuća) ili hata-mazanki (kuće od pruća oblijepljene blatom i prekrivene slamom), imao je podrume za ostavljanje poljoprivrednih proizvoda, bunar, jednu ili više štala, vrt, voćnjak i u osnovi predstavljao je jedno kompletno seosko imanje. Osnovna privredna djelatnost hutorjana je poljoprivreda. Hutorjani su od životinja uzgajali kokoši, guske, koze, mačke i pse. Hutorom se može nazivati i veleposjedničko plemićko imanje.
S rastom broja stanovnika hutori se dalje preobražavaju u zaseoke, sela itd. Međutim u nekim slučajevima u prvobitnome hutoru broj domaćinstava može dostići i nekoliko stotina, ali nerijetko samo naselje zadržava prvobitni administrativni status ili riječ hutor ostaje dio naziva (ovo je naročito karakteristično za područje Kubanja). Tako hutor Trudobelikovski u Krasnodarskome kraju ima skoro deset tisuća stanovnika.
Kod donskih i kubanjskih Kozaka na području Ruskoga Carstva hutori su bila zasebna naseljena mjesta na području kozačkih stanica, ali bez zasebne administracije.
Hutori u Sibiru zovu se zaimka.

## Vanjske poveznice
- Хутор, Enciklopedijski rječnik Brockhausa i Efrona
- Хутор, Velika sovjetska enciklopedija
- Registar tipova naseljenih mjesta u Rusiji  Arhivirana inačica izvorne stranice od 19. listopada 2017. (Wayback Machine)